# José Manuel Rodríguez Delgado
José Manuel Rodríguez Delgado (* 8. August 1915 in Ronda, Spanien; † 15. September 2011 in San Diego, Kalifornien) war ein spanischer Physiologe und Professor an der Yale University. Er war bekannt für Experimente mit elektrischen Stimulationen des Gehirns (ähnlich wie Wilder Penfield und Walter Rudolf Hess zuvor, die ihn beeinflussten) und ein Pionier der elektronischen Hirnimplantate.

## Leben
Delgado promovierte an der Universität Madrid in Medizin und diente danach im Spanischen Bürgerkrieg auf republikanischer Seite als Arzt. Er war nach dem Krieg fünf Monate in einem Lager eingesperrt und verlor seinen medizinischen Doktorgrad, den er erneut erwerben musste. Außerdem erhielt er einen Ph.D. am Cajal-Institut in Madrid. Dort wandte er sich den Neurowissenschaften zu (mit dem spanischen Nobelpreisträger Santiago Ramón y Cajal als Vorbild), nachdem er ursprünglich wie sein Vater Augenarzt werden wollte. 1946 ging er mit einem Stipendium an die Yale University, wo er sich bei John Farquhar Fulton mit der Stimulation des Gehirns mit Elektroden beschäftigte. Er wurde Professor an der Yale University, bevor er 1974 nach Madrid zurückkehrte, um beim Aufbau der Medizinischen Fakultät der neu gegründeten Autonomen Universität Madrid zu helfen. Ein weiterer Grund wieder nach Spanien zu gehen waren zunehmende Anfeindungen seiner Forschungen und Zukunftsvisionen sowohl in der Öffentlichkeit als auch in Fachkreisen in den USA. Im Ruhestand zog er nach San Diego in Kalifornien.

## Werk
Delgado experimentierte zunächst mit Elektroden im Hirn von Katzen und Affen und später an Patienten, wobei er später leichte mobile Radioschaltkreise für die Stimulation verwendete (und ein Aufnahmegerät für EEG), das er Stimoceiver nannte. Dabei entdeckte er, dass er nicht nur Sinneseindrücke erzeugen konnte, sondern auch durch Stimulation von Regionen zum Beispiel in Amygdala und Hippocampus Emotionen der Patienten auslösen konnte (und im Teil des Limbischen Systems namens Septum pellucidum starke Euphorie) und bei Stimulierung des Motorcortex physische Reaktionen. Entsprechende Experimente zum Auslösen von Emotionen hatte schon der Schweizer Walter Rudolf Hess (Nobelpreis 1949) ausgeführt und Erich von Holst bei Hühnern und die Experimente von Hess und Penfield regten Delgado an, der aber nicht nur die Hirnrinde, sondern viel tiefere Bereiche des Gehirns stimulierte. Delgados Experimente an Patienten nahm er in einer Psychiatrischen Klinik in Rhode Island vor, wo er überwiegend bei an Schizophrenie oder Epilepsie erkrankten Patienten Elektroden implantierte. Er meinte dadurch einen Beitrag zur Therapie von Epilepsie und anderen psychischen Erkrankungen leisten zu können.
Er war technologisch innovativ und erfand auch Implantate um Medikamente gezielt im Gehirn zu injizieren und einen Vorläufer des Herzschrittmachers. Seine Geräte konnten auch bestimmte Muster von Signalen im Gehirn erkennen und darauf reagieren.
In einem spektakulären Experiment in einer Stierkampfarena stoppte er einen Stier, der ihn angriff, wenige Meter vor seiner Person durch Stimulation des Nucleus caudatus mit seinem Stimoceiver.
In einem anderen Experiment konditionierte er eine Schimpansin: entdeckte sein Gerät ein bestimmtes Signal der Amygdala, das er Spindle nannte, sandte sein Stimoceiver einen negativen Stimulus an die Großhirnrinde, das zu abgestumpften Verhalten führte. Delgado sah das als Möglichkeit, bei Patienten etwa Panikattacken abzuschwächen. Delgado unternahm auch Experimente, in denen die Affen selbst den Stimoceiver nutzen konnten, um aggressive, ranghohe Mitglieder der Horde ruhig zu stellen.
Seine Experimente fanden große Aufmerksamkeit: 1963 war er auf dem Titel der The New York Times. In einem umstrittenen Buch Physical Control of the Mind sprach er sich dafür aus, statt die Umwelt an den Menschen anzupassen damit anzufangen den Menschen zu zivilisieren, wobei er das vor allem als Maßnahme zum Wohl der jeweiligen Person sah, die so zum Beispiel selbst Aggressionen kontrollieren konnte. Andere sahen darin eine angsteinflößende Orwellsche Zukunftsvision – auch wenn Delgado in seinem Buch dem explizit durch Hinweis auf die Grenzen der Elektrostimulation begegnete. Dafür wurde er von Psychologen wie Carl Rogers heftig kritisiert, der in einer solchen Vision eine Gefahr ähnlich der Atombombe sah. In den 1970er Jahren hatte sich der Zeitgeist gewandelt und man sah solche chirurgischen Eingriffe skeptisch, stattdessen setzte sich eine medikamentöse Behandlung durch. Hinzu kamen umstrittene Thesen von anderen Wissenschaftlern, die mit Elektrostimulation des Gehirns experimentierten: Frank Ervin und Vernon Mark von der Harvard Medical School schlugen 1970 in ihrem Buch Violence and the Brain vor zum Beispiel die afroamerikanischen Teilnehmer an den damaligen Rassenunruhen damit zu beschwichtigen und zu kontrollieren und der Psychiater Robert Heath von der Tulane University in New Orleans stellte Experimente an, um die damals als Krankheit betrachtete Homosexualität zu „therapieren“. 1972 kam es zu einer Kongressanhörung, in der sich Psychiater wie Peter Breggin vehement gegen solche chirurgischen Eingriffe zur Therapie psychischer Erkrankungen aussprachen (mit eingeschlossen waren auch die damals gängigen Lobotomien). Er warf Delgado mit Ervin, Mark und Heath in einen Topf und bezeichnete Delgado als großen Apologisten des technologischen Totalitarismus. Eine detaillierte Kritik der vorgeblichen Erfolge der Elektrostimulation mit implantierten Elektroden veröffentlichte außerdem 1973 der Neurophysiologe Elliot Valenstein (University of Michigan) in seinem Buch Brain Control.
Er veröffentlichte über 500 Aufsätze und sechs Bücher. Seine Forschungen zur Elektrostimulation des Gehirns beendete er Anfang der 1990er Jahre. In einem Interview mit dem Wissenschaftsjournalisten John Horgan meinte er allerdings 2005, dass der Grund dafür, dass seine Rolle als Pionier der elektronischen Hirnimplantate fast vergessen war nicht darin lag, dass seine Forschung in den 1970er Jahren heftig umstritten war, sondern schlicht darin, dass die aktuelle Forschung kein historisches Interesse habe.

## Ehrungen
1952 erhielt er den Premio Ramón y Cajal, 1974 die Goldmedaille der Society of Biological Psychiatry und 1975 den Rodríguez Pascual Preis. 1963 war er Guggenheim Fellow. 1996 wurde er Hijo Predilecto de la Provincia de Málaga. Eine Schule in seinem Heimatort Ronda ist nach ihm benannt.

## Schriften
Bücher:
- Physical control of the mind: towards a psychocivilized society, Harper and Row 1969, Auszug, Human Pleasure Evoked by ESB, Archive (PDF; 6,0 MB)
  - Spanische Ausgabe: Planificación cerebral del hombre futuro, Madrid: Publicaciones de la Fundación Juan March 1973
- Emotions,  Iowa: W. C. Brown 1966
- L'émotivité, Ed. HRW, 1975
- Evolution of physical control of the brain, James Arthur Lecture, American Museum of Natural History, 1965
- La Felicidad, Barcelona : Temas de Hoy, 1989[7]
- Mi cerebro y yo : cómo descubrir y utilizar los secretos de la mente, Madrid: Temas de Hoy 1994

Einige Aufsätze:
- Jose M. Delgado u. a.: Intracerebral Radio Stimulation and recording in Completely Free Patients, Journal of Nervous and Mental Disease, Band 147, 1968, S. 329–340.
- J. Delgado, Hannibal Hamlin: Surface and depth electrography of the frontal lobes in conscious patients, Electroencephalography and Clinical Neurophysiology Band 8, 1956, S. 371–384
- J. Delgado: Free Behavior and Brain Stimulation. In: International Review of Neurobiology. Band 6, 1964, S. 349–449, PMID 14282364 (Review).